# Нагорний Денис Сергійович
Дени́с Сергі́йович Наго́рний (нар. 1 вересня 1993) — рядовий МВС України, учасник російсько-української війни.

## Нагороди
2 серпня 2014 року — за особисту мужність і героїзм, виявлені у захисті державного суверенітету та територіальної цілісності України, вірність військовій присязі під час російсько-української війни, відзначений — нагороджений орденом «За мужність» III ступеня — в часі визволення Семенівки, Слов'янська, Ніколаєвки та Маріуполя.